# 長尾山古墳
長尾山古墳（ながおやまこふん）は兵庫県宝塚市の長尾山丘陵の尾根上に立地する、4世紀初頭の古墳時代前期前半に築造された前方後円墳である。古墳の規模は全長41メートルと大きくないものの、本格的な排水設備を設けた全国的に見ても規模の大きい粘土槨を埋葬施設とし、また葺石、段築、円筒埴輪を有し、古墳時代前期における有力古墳の特徴を備えている。このことから猪名川水系で最初に築造されたと考えられる長尾山古墳の被葬者は、ヤマト王権中枢部といち早く関係を結んでいたものと推測されている。

## 古墳の立地

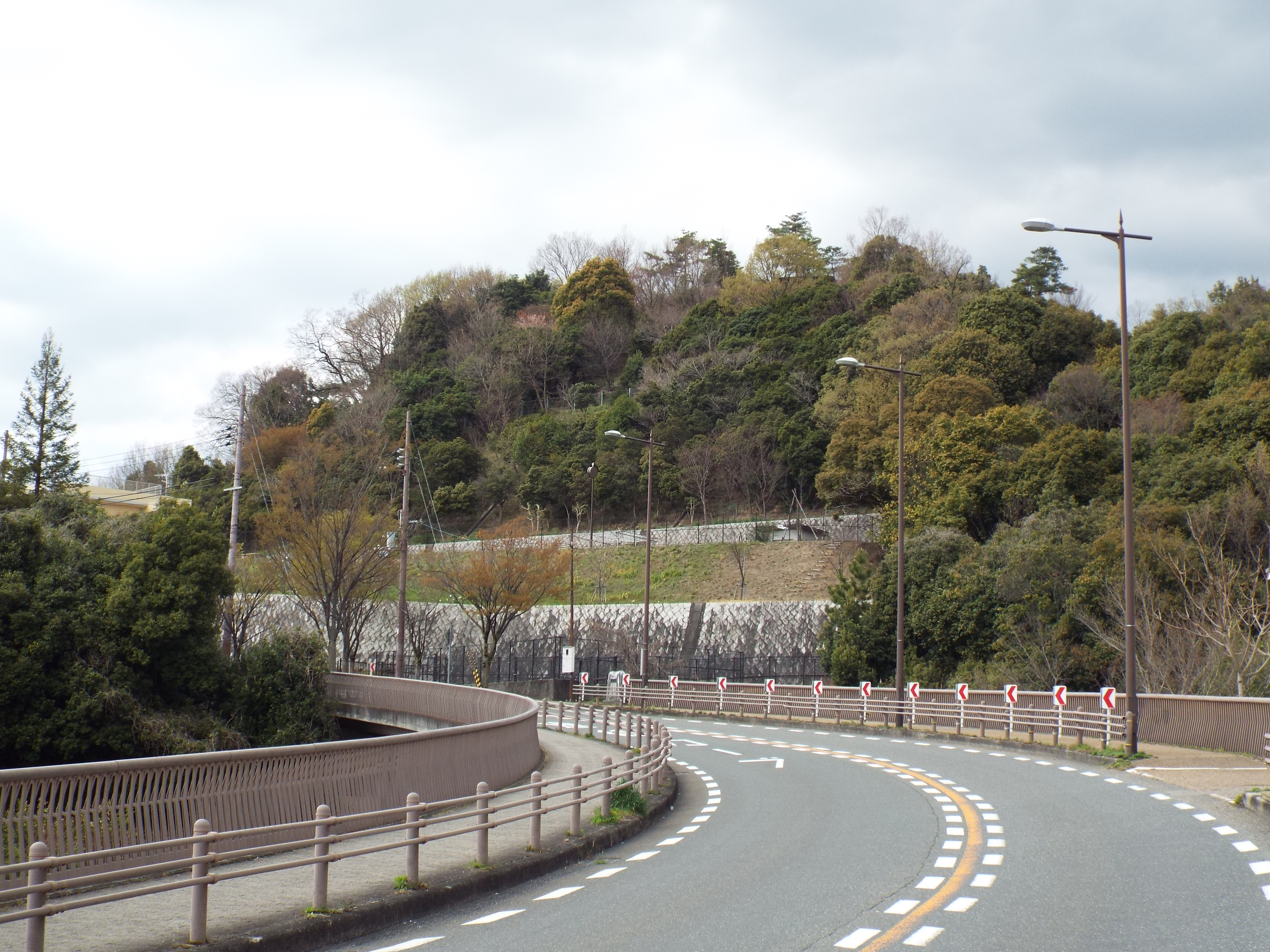
長尾山古墳がある丘陵部を、南側の阪急山本駅方面から望む。

長尾山古墳は兵庫県宝塚市の長尾山丘陵にある前方後円墳である。長尾山丘陵は標高552メートルの大峰山を最高峰とし、標高おおよそ200メートルから300メートルのなだらかな尾根が連なる地形をしている。長尾山古墳は丘陵部から南に下降している尾根が東側へと向きを変える地点に築造されており、墳頂部の標高は121.37メートル、平野部から墳頂部までの高さは43.5メートルである。古墳からは眼下に西摂平野を望み、古墳が位置する尾根の東側には猪名川の支流である最明寺川、そして西側には武庫川の支流である天神川が流れている。近年、古墳周辺で住宅開発が進められたことにより、長尾山古墳は宝塚市山手台の住宅地内にある山手台南公園の南西側に立地する形となっている。古墳やその周囲の樹木は市民グループの手によって手入れがなされており、古墳が立地する尾根を南東側に少し下った場所には東屋があり、山手台東公園から墳丘東側を通る遊歩道が東屋まで下りている。また古墳北西部には、丘陵下の平野部から山手台南公園に上る道と排水溝が設けられている。
長尾山古墳は古墳時代前期前半に築造されたと考えられているが、長尾山丘陵には他に古墳時代前期に築造されたと見られている古墳として万籟山古墳がある。古墳時代中期にはいったん古墳の築造が途絶えるが、古墳時代後期前半になると現在の川西市域に勝福寺古墳が築造され、更に200基を超える群集墳が丘陵斜面に造られる。そして古墳時代の終末期には白鳥塚古墳、国の史跡に指定されている八角墳の中山荘園古墳が築造される。このように古墳時代、長尾山丘陵には数多くの古墳が築造されていた。

## 長尾山古墳の発見
1957年（昭和32年）の冬季、石野博信率いる関西学院大学考古学研究会は、長尾山丘陵の古墳分布調査の一環として山本駅近辺で調査を行っていた。山本駅周辺の丘陵地帯は古墳が比較的少なく、雪がちらつく中、丘陵の上り下りを繰り返す調査の士気は上がらなかった。隊長の石野は皆を奮い立たせようと「前方後円墳でも見つけたらビールを飲もう！」と提案した。すると調査をしていた向かい側の尾根に前方後円墳らしきものがあるのを見つけた。まさかとは思いつつ向かい側の尾根に駆け上がってみたところ、前方後円墳らしき場所はたまたま木が少なく、埴輪の破片と葺石が確認され、後円部と考えられる尾根が人工的に断ち切られていると考えられる形状をしており、後円部中央と考えられる場所は埋葬施設と判断できる粘土質の土が長方形に盛り上がっており、前方部と思われる場所からも埴輪の破片、葺石が確認された。このようにして長尾山古墳が発見され、発見時の調査では古墳時代前期の全長約35メートルの前方後円墳であると推定された。なお、長尾山古墳発見の夜、貴重な古墳発見の感激覚めやらぬ関西学院大学考古学研究会のメンバーの宴席は大いに盛り上がったという。

### 1969年から1970年の測量調査
1957年（昭和32年）に発見された長尾山古墳は、1969年（昭和44年）12月と1970年（昭和45年）1月に宝塚市教育委員会と夙川学院短期大学日本歴史研究会が測量調査を行った。測量調査の結果、急斜面の丘陵から伸びる痩せ尾根上に立地する小型の古墳である長尾山古墳は、測量調査のみで墳型を判断することは困難であると断りつつ、古墳（後円部）北側と丘陵との切断部分が直線状であること、後方部南西部から前方部にかけての等高線が直線状であることを根拠として、全長約36メートル、後方部の一辺約25メートル、前方部の高さ約1.5メートル、後方部の高さ約4メートルの前方後方墳ではないかとの結論となった。ただし、調査では前方部と後方部との接合地点である古墳北東部のくびれ部分が弧を描いていることも指摘されており、このくびれ部分が弧を描いていることを重視すれば墳形は前方後円墳である可能性が高くなるが、調査の結論としては古墳北東部のくびれ部分の弧は後世の改変によるものと判断し、今後の調査で墳形について改めて確認の必要があるとした。
また後方部の墳頂部と考えられる場所には、南北方向を軸とした長さ約4.5メートル、幅約1メートルの粘土槨と考えられる黄白色の粘土が露出しているとしており、埴輪列、葺石の存在も確認している。そして墳形などから長尾山古墳は前期古墳ではないかとの結論を導いている。なお、2006年から行われた長尾山古墳の測量、発掘調査の中で、1969年（昭和44年）12月と1970年（昭和45年）1月に宝塚市教育委員会と夙川学院短期大学日本歴史研究会が行った測量調査についてはその正確性が評価されている。

## 古墳周辺の開発の進行と長尾山古墳の調査開始

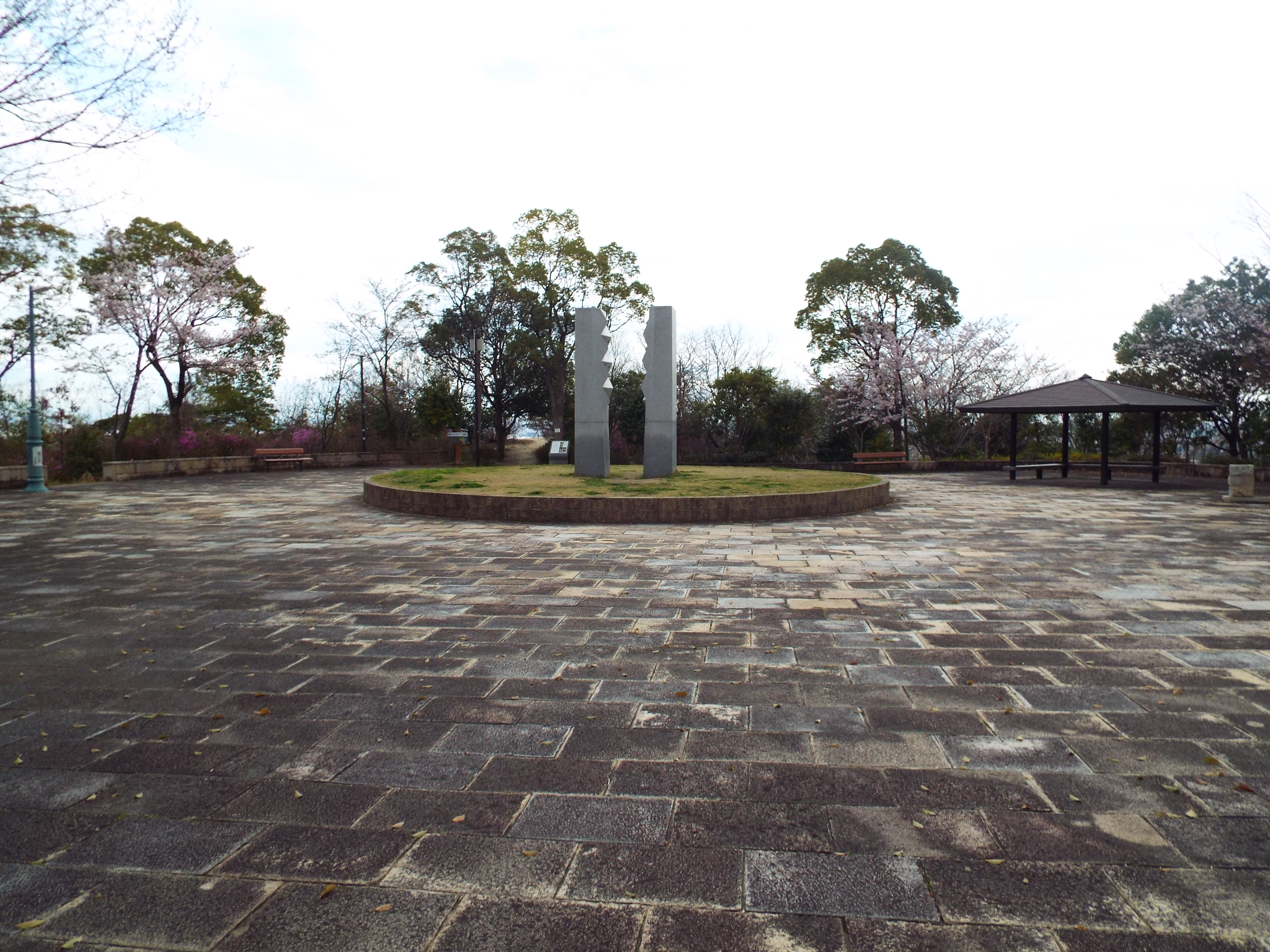
長尾山古墳に隣接する山手台南公園。写真の中央やや左側に長尾山古墳がある。

昭和40年代、長尾山古墳がある阪急宝塚線山本駅北側の丘陵地帯の宅地開発が計画された。その後、昭和60年代に入ると住宅地建設が本格化し、開発に先立って一部の古墳時代後期の群集墳について発掘調査が実施されることになった。一方、長尾山古墳については地域の代表的な古墳であるという重要性を考慮し、1992年（平成4年）、古墳が位置する尾根一帯を都市公園として整備することによって現状保存が図られることになった。そして1990年代後半に一時鈍化した長尾山丘陵の宅地開発であったが、2000年代に入ると再び活発化してきた。その結果、公園化された長尾山古墳周辺を散策する市民が増加し、古墳の調査、保護、そして貴重な文化財として市民に広く周知していくことが課題となった。
ところで大阪大学考古学研究室では、ある特定地域の首長墳について詳細に分析することによって、古墳時代の中央と地方との関係性とその変遷や、当時の政権の勢力交替について考察し、古墳時代の政治史や国家形成過程を解明していくことを目的とした研究が進められていた。その中で2000年（平成12年）から猪名川流域の古墳時代史の調査研究が開始された。大阪大学考古学研究室は最初の調査ターゲットとして長尾山丘陵にある川西市の勝福寺古墳を選び、2000年から2004年（平成16年）にかけて測量、発掘調査を実施した。前述のように長尾山丘陵には古墳時代前期築造の万籟山古墳から終末期の国史跡である中山荘園古墳に至るまで、多くの古墳が造営されている。そのため古墳を通じて長期に渡る地域首長の動向について考察できる格好の場所であると判断されたのである。そして勝福寺古墳に続く調査ターゲットとして長尾山古墳の名が挙げられることになった。
長尾山古墳が調査対象に選ばれた理由は主にその実態が未解明であったことによる。前述のように石野博信率いる関西学院大学考古学研究会の発見時や宝塚市教育委員会と夙川学院短期大学日本歴史研究会による測量調査時は前期の古墳ではないかとの説が出されたのに対し、1992年（平成4年）の前方後円墳集成の中では前期終わり頃とされ、また宝塚市史の中では中期初頭築造と紹介されており、築造時期がはっきりしていなかった。前述のように長尾山丘陵では古墳時代中期築造の古墳は知られておらず、長尾山古墳が古墳時代中期築造であるかどうかについて、古墳時代の猪名川流域の首長についての考察を進めていくに当たって解明が必要とされた。また長尾山古墳は宝塚市教育委員会と夙川学院短期大学日本歴史研究会による測量調査の結果、前方後方墳であるとされたが、その結論も確定的なものとは言えないものであり、古墳の実態を解明することが猪名川流域の古墳時代史の調査研究の中で不可欠であると判断された。
2006年（平成18年）9月、大阪大学考古学研究室の福永伸哉が長尾山古墳の現地視察を行い、墳丘部に石列、埴輪の破片が確認されたため、まず石列、埴輪の破片が確認された箇所を中心とした墳丘の裾部分のトレンチ調査の実施が検討された。調査計画は地元宝塚市教育委員会との協議を行いながら固められていき、2007年（平成19年）度に大阪大学考古学研究室が主体となって長尾山古墳の測量調査、および発掘調査の実施が決定された。

## 大阪大学考古学研究室と宝塚市教育委員会による古墳調査経過
2007年（平成19年）5月からは、長尾山古墳の測量、発掘調査に向けて、大阪大学考古学研究室と宝塚市教育委員会、兵庫県教育委員会との連絡調整、そして猪名川流域の古墳についての先行研究の整理など、古墳調査に向けての準備が本格化した。そして2007年8月27日、長尾山古墳の測量、発掘調査が開始され、9月24日まで調査が行われた。2007年度の測量、発掘調査の結果、長尾山古墳は前方後円墳である可能性が極めて高く、また多くの葺石、埴輪片を検出し、埴輪の形式から古墳時代前期前半の古墳であると考えられた。なお、この時の大阪大学考古学研究室による発掘調査を第1次発掘調査としている
2007年度の調査結果を受けて長尾山古墳の重要性が改めて認識されたことにより、宝塚市教育委員会は国費、県費の補助を受けて埋蔵文化財調査として発掘調査を行うことになった。一方、大阪大学は長尾山古墳の調査研究を「古墳時代政権交替論の考古学的再検討」の一環として科学研究費助成事業による科学研究費補助金を得て、学術面からの長尾山古墳の発掘調査を継続することになった。結局、2008年（平成20年）8月から9月にかけて、宝塚市教育委員会と大阪大学考古学研究室がほぼ同時期に長尾山古墳の発掘調査を実施した。宝塚市教育委員会の発掘調査は墳丘にトレンチを複数入れることによって、墳形、古墳の規模、埴輪列などの確認を目的として行われ、大阪大学考古学研究室の発掘調査は古墳の埋葬施設の状況を確認すべく、墳頂部の発掘を行った。2008年度の宝塚市教育委員会による発掘調査を第2次発掘調査、大阪大学考古学研究室による発掘調査は第3次発掘調査としている。
宝塚市教育委員会の調査は埋蔵文化財行政としての調査、大阪大学考古学研究室の調査は学術的な研究目的の調査であったが、ともに連携しながらお互いの成果を最大限に生かしていけるように図っていった。このような地方自治体と大学とのいわば合同発掘調査は、古墳という文化財の保存活用、調査研究を共同で行うという文化財行政のテストケースともなった。
第2次発掘調査によって長尾山古墳は前方後円墳であることが確定した。また埋葬施設の確認については、2008年度の調査では樹木保護のために調査範囲が限定されていたため、木棺の腐食に伴う陥没によると考えられる小礫群と墓坑と考えられる土質の変化などが検出されるに止まった。
2009年（平成21年）度も引き続き宝塚市教育委員会、大阪大学考古学研究室による発掘調査が行われた。調査はやはり8月から9月にかけて実施され、宝塚市教育委員会の発掘は墳丘にトレンチを複数入れることによって古墳の規模、段築などの古墳の形態について確認を行い、大阪大学考古学研究室の発掘調査は墳頂部の埋葬施設の調査を継続した。2009年度の調査は宝塚市教育委員会による発掘調査を第4次発掘調査、大阪大学考古学研究室による発掘調査は第5次発掘調査としている。
2009年の発掘調査によって、古墳の形態としては前方部については二段築成と判断されたが、後円部については二段であるか三段であるかはっきりしなかった。また墳頂部の発掘では、前年に確認された、木棺の腐食に伴う陥没によると考えられる小礫群の中から多くの土師器片が検出されたことなどから、やはり小礫群を含む土層は木棺の腐食に伴って古墳上面が落ち込むことにより形成されたと判断され、また長さ約7.8メートル、幅約5.2メートルの隅丸方形の墓壙が確認された。
2010年（平成22年）度についても宝塚市教育委員会、大阪大学考古学研究室による発掘調査が継続され、2008年度、2009年度と同じく古墳の規模、段築などの古墳の形態について確認するための発掘調査を宝塚教育委員会が、そして埋葬施設についての発掘調査を大阪大学考古学研究室が行った。2009年度の調査についても、宝塚市教育委員会による発掘調査を第6次発掘調査、大阪大学考古学研究室による発掘調査は第7次発掘調査としている。2010年度の調査は2010年8月末から10月末までの約2ヵ月間行われ、長尾山古墳は古墳の主軸に対して前方部北側がやや開いた非対称に造営されていたこと、長尾山古墳の後円部も二段築成であり、古墳全体が二段築成であることが判明した。そして埋葬施設については長さ約6.8メートル、幅約2.6～2.7メートル、高さ約1.0メートルの遺存状態が極めて良好な粘土槨一基が確認され、墓坑の南東部からは墓坑内の水を排出する排水溝が延びていることが確認された。
2011年（平成23年）度には大阪大学考古学研究室による第8次発掘調査が2011年9月から10月にかけて行われた。2011年度の調査は、「21世紀初頭における古墳時代歴史像の総括的提示とその国際的発信」の一環として、科学研究費助成事業による科学研究費補助金を得て行われた。発掘調査の結果、後円部の墳丘裾の位置が確認され、長尾山古墳の墳丘長は41メートルであることと、後円部の形も北側がやや大きい不整円形であることが判明した。また2010年度の調査で確認された排水溝は、墓坑の南東部から古墳の前方部と後円部を繋ぐくびれ部分に向けて延びていることが確認された。なお、2011年の調査では墳丘の測量を十分に行うことが出来なかったため、2012年（平成24年）2月に追加で測量調査を実施した。

## 長尾山古墳の概要

### 墳丘
長尾山古墳は墳長41メートルの前方後円墳であり、前方部が東南東、後円部が東北東を向いている。前方部の長さ約14メートル、前方部は北側が古墳主軸に対して約10度広がった形の非対称形をしており、後円部もまた最大径27.2メートル、最小径26.8メートルの、墳丘北側がふくらんだ形の不整円形をしている。このようなややいびつな形の前方後円墳となった理由としては、狭い尾根上という古墳の立地場所はどうしても地形的な面での制約を受け、左右対称な墳形での墳丘造営が困難であったためと考えられている。
墳丘南東部の前方部前面、そして後円部南側など、築造当時の墳丘面が流出してしまっている部分もあるが、発掘調査の結果から長尾山古墳の墳丘は前方部、後円部とも2段築成であることは確実であると考えられている。長尾山古墳の2段築成の墳丘は1段目が約0.3メートル、2段目は現状でも後円部は3.4メートルの高さがあり、上段と下段の高さが著しく異なる特異な形状をしているという特徴がある。
1段目のテラス面には埴輪が並べられていた。埴輪は墳丘のくびれ部分の1段目テラスにおいて、基本的に約1メートルの間隔で円筒埴輪が樹立されていたことが確認されており、前方部の発掘調査時においても埴輪の破片がまとまって検出されたことから、前方部の1段目テラスにも埴輪を樹立していたものと考えられている。なお、くびれ部分で発掘された円筒埴輪の状況から、まず埴輪を立て、それから埴輪の底部を約5センチメートルの土で覆うという方法で固定されており、あらかじめ埴輪を立てるためのくぼみを設け、そこに埴輪を立てるというやり方は採用されなかったことが明らかになっている。なお、元来墳丘であった部分が流出したと考えられる土砂の中からも、多くの埴輪片が検出されていることから、1段目テラスより墳丘の高い場所にも埴輪が樹立されていた可能性が指摘されている。
長尾山古墳の墳丘では葺石が確認されている。1段目の葺石はまず基底石として人頭大の平らな石を立てかけるように据え、基底石の上にはやや小さな石を1ないし2個重ねている。2段目の葺石はやはり基底石として人頭大の平らな石を立てかけるように据え、基底石の上部は直径約20センチメートル程度の石を重ねていくように葺かれている。そのため1段目、2段目とも立ち上がりが急傾斜となっており、長尾山古墳と同様の葺石の葺き方をしている古墳が、近隣の淀川周辺、そして大阪湾北部で築造された古墳からも報告されている。なお場所によっては裏込土を用いて葺石を施工していることが確認されており、長尾山古墳では裏込土を用いた葺石の施工が多用されたと考えられている。そして後円部に関しては葺石は反時計回りに施工されたと見られている。

### 埋葬施設

#### 攪乱坑と小礫群

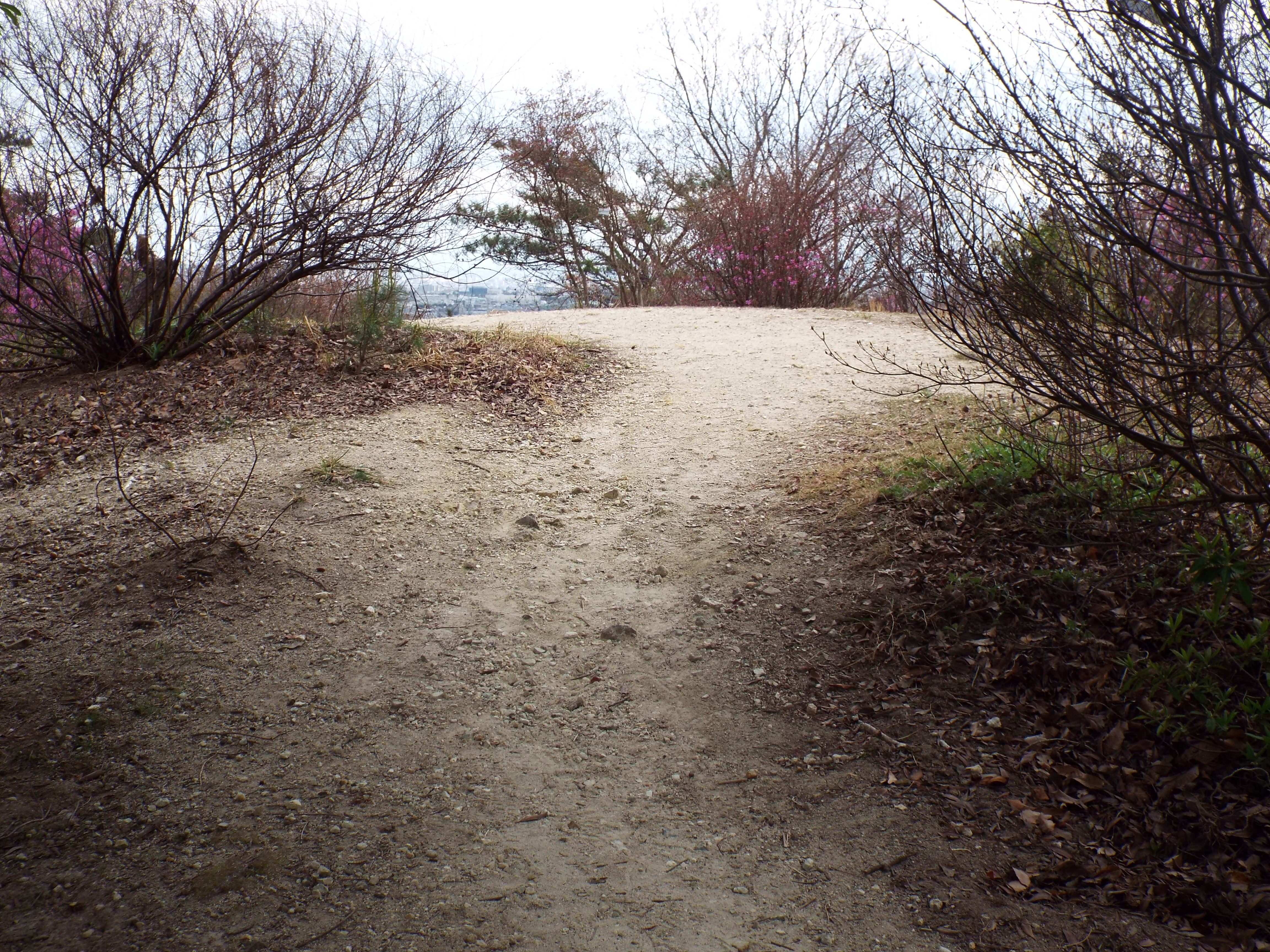
長尾山古墳の墳頂部、この下に埋葬主体部である粘土槨がある。

長尾山古墳の墳頂部には発掘調査以前にコンクリート製の杭とその枠が存在した。この杭と枠はいつどのような目的で立てられたものであるか不明であり、埋葬施設を破壊している可能性があった。2010年度の第7次調査の結果、コンクリート杭と枠は深さ0.66メートルで、長尾山古墳の埋葬主体部には届いていなかったことが判明した。
また2008年度の第3次調査において、墳頂部に盗掘坑の可能性がある土質が異なる部位が見つかった。この部分については2009年度の第5次調査、2010年度の第7次調査の結果、地表面から約0.6メートル、長さ1.6メートル、最大幅1.4メートルの楕円形をした攪乱坑であることが明らかとなった。発掘の結果、攪乱坑はやはり盗掘坑である可能性が指摘されているが、古墳の遺物は検出されておらず、深さも長尾山古墳の埋葬主体部には到達していない。
2008年度の第3次調査では、墳頂部の土砂を取り除いたところ、丸みを帯びたこぶし大の大きさの小礫群を検出した。小礫群は長さ約3.8メートル、幅約1.2メートルの範囲で南北方向に広がっており、群の中央部は3ないし4石が重なるように堆積し、北端ではまばらとなっていた。また中央部の石が堆積している部分からは土師器の破片が検出され、この小礫群は古墳にそのものに由来することが明らかとなった。小礫群の分布範囲と埋葬主体部の粘土槨の陥没が目立つ部位とが一致していることから、もともと墳頂部に葺かれていた小礫が、木棺が腐ったことにより陥没したものであると考えられている。

#### 墓壙について
長尾山古墳の埋葬施設としては、まず古墳墳頂部に墳丘軸に斜交する形で長軸がほぼ南北方向となる墓壙が掘り込まれている。この墳丘軸と墓壙の主軸が斜交し、墓壙の長軸が南北方向となっているという特徴は、京都府木津川市の椿井大塚山古墳や滋賀県東近江市の雪野山古墳など、古墳時代前期の中でも古いと考えられている古墳に見られる特徴である。
墓壙からは後述する排水溝が敷設されており、排水溝が取り付く南東隅は墓壙が切り込まれている。墓壙は2段となっており、上部の1段目は最上部で長辺8.9メートル、短辺5.0メートルの長方形となっている。長方形の各隅は丸みを帯び、1段目墓壙は約45度の角度で深さ0.2メートルから0.4メートル掘り込まれている。1段目墓壙は約0.3メートルの平坦面を有し、内側に下部の2段目墓壙が掘り込まれている。2段目墓壙は上端で長辺7.6メートル、短辺3.4メートルであり、ほぼ垂直に掘り込まれている。後述するように底部の礫敷を完掘しなかったため、墓壙の深さについては不明であるが、1段目の平坦面から礫敷までの深さは0.9メートルから1.2メートルとなっている。また1段目墓壙下部の壁面からは掘削時の工具痕と考えられる長方形の窪みが多数検出された。工具痕の状況から、斜め上方から下へ向けて工具を動かしたものと推測されている。
墓壙の底部は直径10センチメートル強の川原石の礫と、川原石の隙間には小石を詰めた礫敷となっている。礫敷は埋葬主体部である粘土槨下部にも広がっており、墓壙の底全体が礫敷で覆われていると推定されている。礫の検出状態から、礫敷の作業時には念入りな石同士の噛み合わせを行っていたと考えられている。発掘時に礫敷は完掘しなかったため深さは不明であるが、墓壙の底部は最低でも20センチメートルから30センチメートルの礫の層になっていると見られている。なお、礫敷面の高さは排水溝が設けられている南東隅が一番低くなっており、墓壙全体としても南東隅が一番低くなるように築造されたものと考えられる。

#### 規模が大きくかつ未盗掘の粘土槨
長尾山古墳で特徴的な点の一つが、全国で10指に入る規模の長大な粘土槨の埋葬施設を有することである。古墳の規模から見て分不相応とも思える規模の粘土槨である上に、これまでに掘り込まれた跡は皆無で極めて遺存状態が良く、未盗掘であると考えられる。
粘土槨は良質の灰白色の粘土で作られている。底面は長さ約6.8メートル、幅2.6メートルから2.7メートル、高さは遺存状態が良好な部分で約1メートルである。また墓壙と粘土槨との間の距離は狭い。粘土槨上部は長さ5.8メートル、幅1.2メートル程度の陥没が認められるものの陥没の程度としては軽度であり、特に小口付近は粘土槨完成当時の様相をよく留めていると考えられる。つまりこれまで盗掘者に荒らされていない上に木棺の腐朽などによる形の崩れも少ない、遺存状態が極めて良好な粘土槨であると評価できる。
墓壙底面の礫敷は粘土槨の下部にも敷かれていると考えられるため、礫敷が完成した後にまず棺床粘土を敷き、その上に木棺を据え、それから被覆粘土で木棺を覆うという工程で粘土槨は作られたものと推定されている。また粘土槨南西部の形状から、おおよそ10センチメートルの厚みの粘土を層状に積み重ねるようにして粘土槨を作っていったものと推定される。長尾山古墳の粘土槨には楕円形の浅い圧痕や細長い窪みが検出されているが全体としては滑らかな表面をしており、粘土槨でよく見られる工具を使用して叩き締めた痕跡は見当たらず、工具を使用していたとの断定は困難である。むしろ墓壙と粘土槨との隙間が狭いため、圧痕や窪みは作業時に膝が当たったり手をついたりして出来たものと見られている。
粘土槨は発掘されることなく、荒らされることを防ぐために上面を鉄板で覆った上で埋め戻された。このため被葬者の埋葬状況は不明であるが、粘土槨の状態から被葬者は北側に頭を向けて埋葬されていると推定されている。

### 排水溝について
長尾山古墳の埋葬施設の排水溝は、墓壙南東隅から墳丘北側のくびれ部分へと延びている。墳丘北側のくびれ部分は古墳築造前は谷筋であったと考えられており、水を流しやすい地形を選んで排水溝を敷設していた。
排水溝の上面は1.1メートルから1.6メートル、形状はV字型をしており、深さは1.3メートルから1.4メートルであった。排水溝底には10センチ大の礫が0.4メートルから0.5メートルの厚さで敷かれていた。礫を敷いた後に排水溝は埋め戻されており、発掘調査時、礫間には流されて堆積したと考えられる土が詰まっていた。なお、埋め戻しは一気に行われたわけではなく、少なくとも4回に分けて水平に埋め戻し作業が進められた。なお、後述する理由により排水溝の出口は確認されなかったが、北側くびれ部分へ向けて排水溝の規模が縮小していくことから、排水溝は墳丘外に出口を設けず、墳丘盛土の中に埋まっていく構造となっていると見られ、墓壙内から排水された水は排水溝を通り、最終的には北側くびれ部分の墳丘の盛土内に浸透させていたと考えられている。
2010年度の第7次調査において、墳丘北側くびれ部分に礫が乱れて堆積した箇所が検出され、位置的に排水溝に関連する遺構であると想定された。しかしこの場所は排水溝途中よりも高い場所に位置しており、そもそも水が流れていかない場所であることが確認された上に、礫も約20センチメートルと排水溝で用いられているものとは異なっていた。しかもこの場所は墳丘が約0.6メートル掘り込まれていて、礫が火によって焼けた跡が確認され、焼土、炭も検出され、礫間からは埴輪の破片も出土している。これらのことからこの場所は古墳築造後に攪乱を受けたと考えられているが、墳丘面を覆っている流土層よりも下位にあることから、攪乱は古墳築造からあまり間を置かない時期に発生したと推定されている。その際、火を用いたと考えられるものの、実際に何が行われたのかは不明である。結局、遺跡保護の観点から墳丘を断ち割って排水溝の出口を確認する発掘は断念したため、排水溝の出口部分の構造は明らかとなっていない。

### 想定される古墳築造工程
長尾山古墳の築造は、まず地山を削って整形したり盛土を行うことによってだいたいの形の墳丘を築造したと考えられる。前方部南側や後円部では墳丘築造時の盛土部分は少ないことが確認されており、基本的には地山を削り整形して墳丘を形作っていたと考えられるが、排水溝が敷設された北側くびれ部分は古墳築造前は谷筋であったこともあって、部分的には盛土を厚くしたものと見られている。
おおよその墳丘が築造された後、墳丘に墓壙と排水溝が掘り込まれた。その後排水溝の埋め戻し作業が行われ、続いて墳丘の一部では化粧土として盛土が行われ、葺石の施工と埴輪の樹立が行われたと考えられている。

### 埴輪と須恵器
これまで長尾山古墳の発掘によって出土した埴輪片は、朝顔形円筒埴輪と普通円筒埴輪の2種類のみである。朝顔形円筒埴輪の方が多く発見されており、通常の場合、普通円筒埴輪が多く朝顔形円筒埴輪が少数であるが、長尾山古墳の場合、多数の朝顔形円筒埴輪の中に少数の普通円筒埴輪が使用されていたものと考えられている。鰭付円筒埴輪や形象埴輪などが検出されていないことから、長尾山古墳の築造時期は古墳時代前期前半であると推測されている。
埴輪の形態からもまた、長尾山古墳の築造時期は前期前半であるとの推測がなされている。まず朝顔式円筒埴輪の突帯に受口状突帯が見られる。類例としては奈良県天理市の東殿塚古墳や大阪府柏原市の玉手山古墳群9号墳から出土した埴輪などが挙げられ、類例の埴輪が検出された古墳の年代、そして器台と壺が結合した形態を残していることから、やはり古墳時代前期前半という年代観が妥当であると考えられる。また埴輪の内面をヘラで削る技法を用いて薄く仕上げていること、検出された埴輪に用いられている技術を検証してみると様々な技術が用いられており、組織的かつ統一された埴輪の生産体制が確立されない中で作られたと考えられること、そして朝顔形円筒埴輪は4方向からすかし穴が開けられていたことなども、出現期古墳の埴輪の特徴と合致する。このように出土した埴輪から、長尾山古墳は4世紀初頭、西暦300年頃の築造であると推定されている。
土師器については、その多くが木棺の腐朽に伴い粘土槨が陥没したために墳頂部から落ちた小礫群の中から検出された。小礫群以外には墳丘のくびれ部分から出土している。検出された土師器の多くは指先よりも小さい細片となっており、詳細な年代の推定は困難であるが、埴輪による年代観と矛盾するものではないと考えられている。比較的よく残っている破片から、長尾山古墳の土師器は小型のものであり、壺、甕、鉢、器台などであったと考えられている。墳頂部から落ちた小礫群やくびれ部分から土師器が出土したことから、長尾山古墳の墳丘上で祭祀が行われたと推測されている。

## 長尾山古墳の特徴

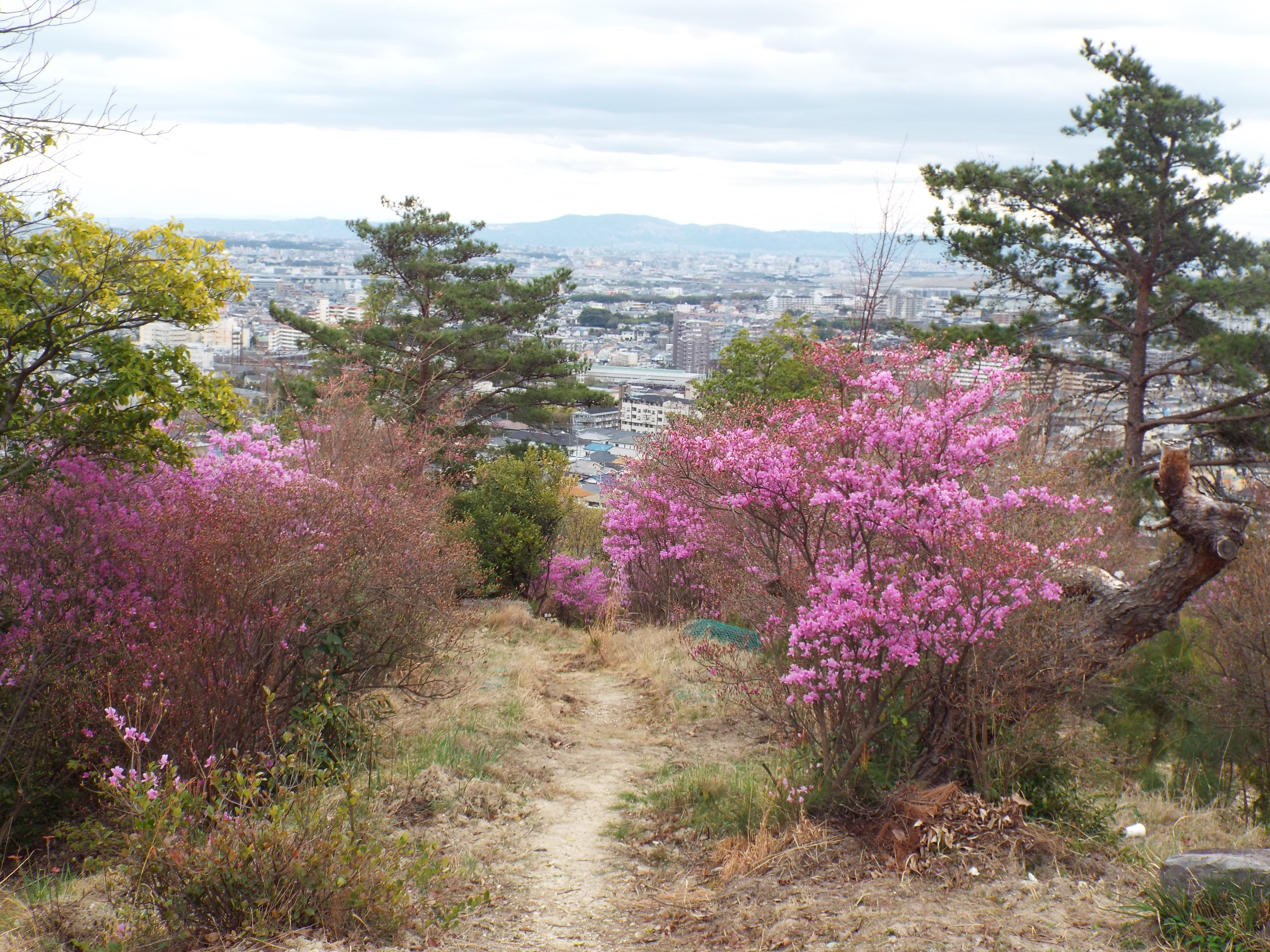
長尾山古墳の墳丘上から摂津平野を望む。

長尾山古墳の特徴としてまず挙げられるのが、猪名川流域で最も古い時代に築造された古墳であると考えられることである。猪名川流域には長尾山古墳と同じ長尾山丘陵に万籟山古墳、猪名川東岸の五月山丘陵に池田茶臼山古墳、同じく猪名川東岸の豊中台地に大石塚古墳、小石塚古墳などといった前期古墳が知られている。長尾山古墳の築造年代を示す史料は埴輪しかなく、埋葬施設の副葬品の内容で年代を推定することは不可能である。ただ、埋葬施設が粘土槨であるということは、一般的に粘土槨は竪穴式石室から派生したと考えられていることから、竪穴式石室を備えた万籟山古墳、池田茶臼山古墳などとの築造時期の前後関係について慎重に検討する必要がある。
長尾山古墳の埋葬施設の粘土槨は、出現期古墳の中でも古い古墳として知られる神戸市の西求女塚古墳の埋葬施設との類似性が高く、このことから埋葬施設が粘土槨であるからといって、長尾山古墳が万籟山古墳、池田茶臼山古墳よりも後出すると判断することは困難で、むしろ出土した埴輪の形態や、埴輪の形態的に長尾山古墳とともに古いと考えられる池田茶臼山古墳が、副葬品に新しい要素が見られることから、長尾山古墳が猪名川流域で最も古い時代に築造された可能性が高いと考えられている。
長尾山古墳は墳丘の全長41メートルと小規模な前方後円墳でありながら、全国的に見ても十指に入る規模の粘土槨を埋葬施設とし、整った排水設備を持ち、そして初期のヤマト王権中枢部で築造された古墳と共通する、二段築成、葺石、埴輪を備えた典型的な古墳であると評価することができる。このことは4世紀初頭、猪名川流域で最初の首長墓である長尾山古墳の被葬者は、初期ヤマト王権中枢部の埋葬儀礼を取り入れていたことを示すものであり、ヤマト王権と猪名川流域の首長との連携が4世紀初頭の段階で成立していたと考えられる。
猪名川流域で初期ヤマト王権といち早く関係を結んだ長尾山古墳の被葬者の後、古墳時代前期には同じ長尾山丘陵上に万籟山古墳、そして五月山丘陵、待兼山丘陵、そして豊中台地に古墳が築造された。しかし古墳時代中期に入ると、猪名川流域の各地で築造されてきた古墳のうち、丘陵地帯では築造が止まり、猪名川中流域の豊中台地の桜塚古墳群や伊丹市南部から尼崎市にかけての伊丹台地の猪名野古墳群で盛んに古墳が造営されるようになる。ところが6世紀に入ると今度は桜塚古墳群と猪名野古墳群が急速に衰退し、再び長尾山丘陵上に勝福寺古墳が築造されるなど丘陵地帯での古墳築造が復活する。猪名川流域の小地域ごとの古墳の消長は、直接的には地域首長権の移動を示していると考えられるが、ヤマト王権の大王墓が奈良盆地から河内へ、そして河内から今城塚古墳が築造された淀川水系へと移動する時期と、猪名川流域内の小地域における古墳の消長の時期とが良い一致を示していることから、地域首長権の移動の背景には、ヤマト王権中枢部の権力交替が密接に関わっているのではないかとの仮説も提唱されている。
2010年（平成22年）2月24日、長尾山古墳は宝塚市の史跡に指定された。